# Тростянец (Тывровский район)
Тростяне́ц (укр. Тростянець) — село на Украине, находится в Тывровском районе Винницкой области.
Код КОАТУУ — 0524586801. Население по переписи 2001 года составляет 1371 человек. Почтовый индекс — 23332. Телефонный код — 4355.
Занимает площадь 32,06 км².

## Известные жители и уроженцы
- Андрейчук, Кесарь Емельянович (1907—1958) — советский украинский поэт.
- Заверуха, Антонина Ивановна (1922—2006) — Герой Социалистического Труда.
- Кравчук, Екатерина Алексеевна (1911—1994) — Герой Социалистического Труда.

## Адрес местного совета
23332, Винницкая область, Тывровский р-н, с. Тростянец